# Lago di Zurigo
Il lago di Zurigo (in tedesco: Zürichsee; in svizzero tedesco: Zürisee; in francese: lac de Zurich; in romancio: lai da Turitg) è un lago morenico della Svizzera che si estende a sud-est della città di Zurigo. Geograficamente il lago di Zurigo si trova quasi completamente nel Canton Zurigo salvo la parte più meridionale, a cavallo tra i cantoni San Gallo e Svitto. Nelle vicinanze ci sono altri due piccoli laghi, il Greifen e il Pfäffikon, entrambi situati ad est del lago di Zurigo.

## Descrizione
Questo lago è formato dal fiume Linth, il cui corso fu deviato dal canale Escher (completato nel 1811) verso il lago di Walenstadt, da cui per mezzo di un altro canale (canale Linth, completato nel 1816) le sue acque giungono finalmente al lago di Zurigo, nella sua porzione più orientale. Il fiume fuoriesce poi nella città di Zurigo cambiando il suo nome in Limmat. Per il resto non ci sono altri immissari o emissari importanti per questo lago.
Il lago di Zurigo ha una forma allungata, che ricorda una banana: infatti è largo solo 3,85 km a fronte di una lunghezza di 42 km (28 senza considerare la sua parte più meridionale, detta Obersee), mentre la sua portata d'acqua è di circa 3,9 km³.
Questo bacino d'acqua è tagliato in due da una specie di ponte-terrapieno (Damm), costruito su una morena, chiamato Seedamm von Rapperswil su cui si trova una linea ferroviaria e un asse stradale che connettono le città di Rapperswil e Pfäffikon sui due lati del lago. I passaggi di imbarcazioni sotto questo ponte sono scarsi, poiché è possibile il solo passaggio di piccole imbarcazioni, infatti la parte est del lago (chiamato Obersee, "lago superiore") è caratterizzato da fondali poco profondi con numerose secche e banchi di alghe. Oltre a questo ponte ve n'è solo un altro, nella città di Zurigo. Le due sponde del lago sono collegate da traghetti.
Poco a ovest di questo terrapieno ci sono due piccole isole, Lützelau e Ufenau, dove nel 1523 morì Ulrich von Hutten, ivi esiliato.
Entrambe le rive del lago sono fertili e ben coltivate.
Nel 1854 il livello del lago fu abbassato in seguito a lavori, e nelle vicinanze della cittadina di Meilen furono trovati i resti di alcune palafitte. In seguito ritrovamenti di quel genere furono segnalati anche in altri luoghi attorno al lago. Nei pressi di Zurigo furono identificati i resti di un tempietto romano e nella vicinanze della Damm furono ritrovate armi e monete.
Il lago ghiacciò completamente per l'ultima volta nell'inverno 1962/63.

### Città sul lago
| Riva sinistra ¹ | Riva destra |
| --- | --- |

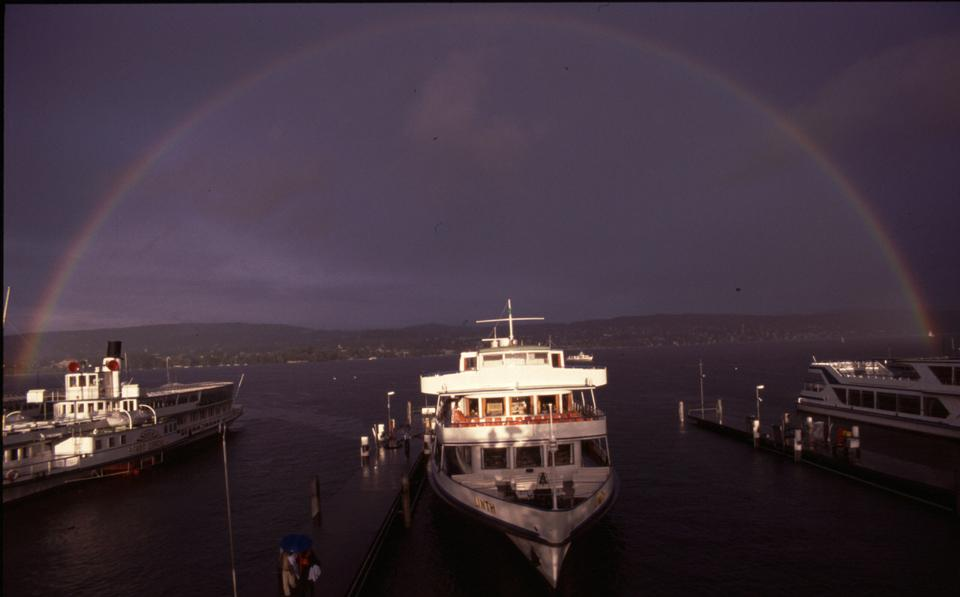
Arcobaleno sulle navi a Wollishofen

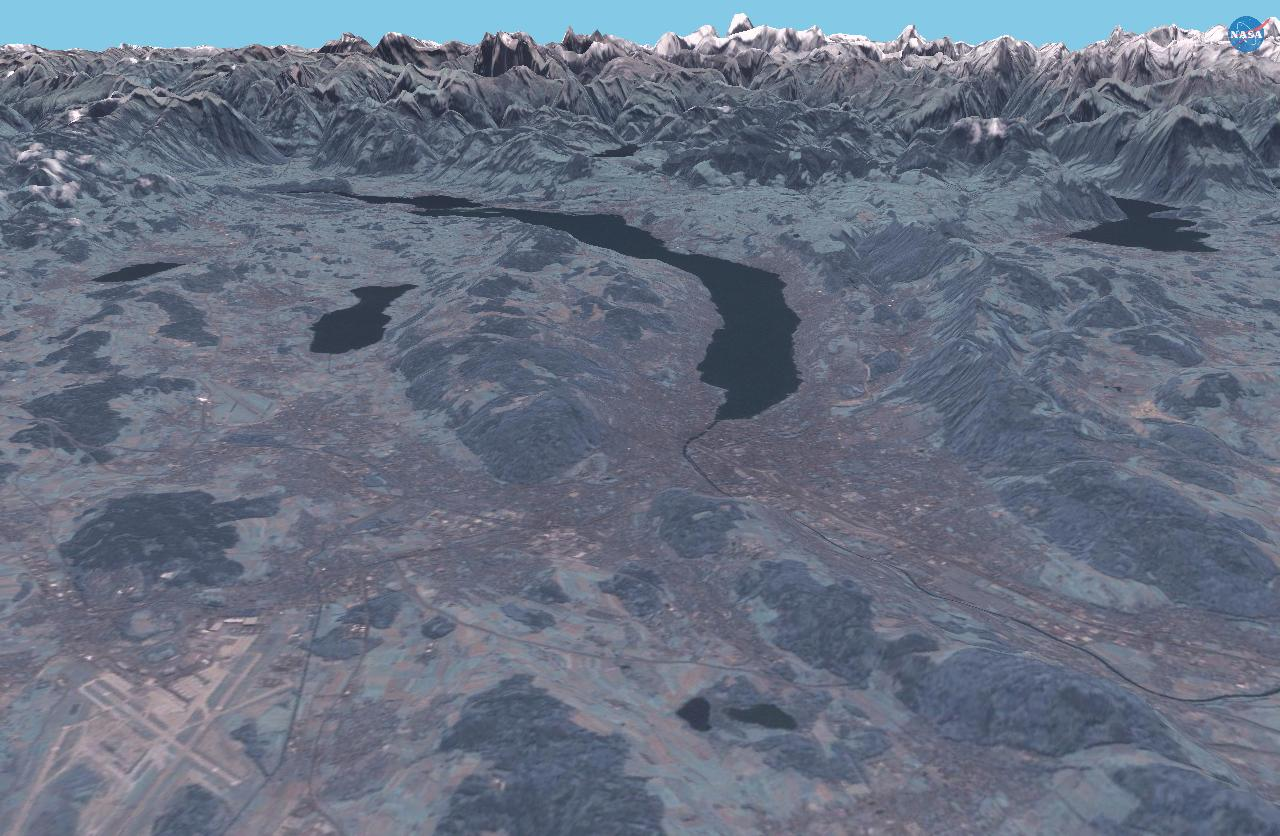
Lago di Zurigo dal satellite

| - Nuolen - Lachen - Altendorf - Pfäffikon - Freienbach - Bäch - Richterswil - Wädenswil - Au - Horgen - Oberrieden - Thalwil - Rüschlikon - Kilchberg | - Schmerikon - Bollingen - Rapperswil-Jona - Feldbach (frazione di Hombrechtikon) - Uerikon - Kehlhof - Stäfa - Männedorf - Uetikon am See - Meilen - Herrliberg - Erlenbach - Küsnacht - Zollikon |
| - Zurigo | |
| Nota: ¹ Riva sinistra dall'ingresso del fiume Linth, cioè la riva sud, che poi diventa la riva ovest.                                                 | |

Zurigo, che si trova all'estremità nord del lago, è la principale città che vi si affaccia. Nella caratteristica città di Rapperswil si trova un castello con annesso museo polacco, dove viene conservato il cuore di Tadeusz Kościuszko.